# Svet
Svet - Свет (rus) - és un khútor del krai de Krasnodar, a Rússia. Es troba a la capçalera riu Psebeps, al delta del riu Kuban, a 31 km a l'oest de Krimsk i a 104 km a l'oest de Krasnodar, la capital.
Pertany al municipi de Varenikóvskaia.